# کرسبارد (داکوتای جنوبی)
کرسبارد(به انگلیسی: Cresbard) شهری در ایالت داکوتای جنوبی کشور ایالات متحده آمریکا است که جمعیت آن در سرشماری سال ۲۰۱۰ میلادی، ۱۰۴ نفر بوده‌است.